# Верхний Перевал
Ве́рхний Перева́л — село в Пожарском районе Приморского края. Административный центр Верхнеперевальского сельского поселения.

## География
Село Верхний Перевал стоит у сближения рек Бикин и Алчан, на правом берегу реки Бикин и в 1 км от левого берега реки Алчан.
Местность вокруг села, в основном низменная, рассечена тремя грядами сопок, которые подходят к селу, соответственно, с севера, востока и юга, образуя между собой два речных прохода шириной около 2 км, берега которых возвышаются над водой на 100 - 180 м. Самая высокая сопка (Крутояр, неофициально - Верхнеперевальская, высота 254 м. над уровнем моря) расположена с восточной стороны села; южная (195 м.) и северная (171 м.) возвышенности известны как Ульяновские и Алчанские сопки соответственно.  Через юго-восточный проход протекает река Бикин, через северо-восточный - Алчан. Реки сближаются на расстояние около 2,5 км, следуя параллельно друг другу, и через 5 км вновь расходятся (Алчан к северу-западу, Бикин к юго-западу). В междуречье располагается обширная болотистая низина (марь). В центре мари к западу от села возвышается отдельно стоящая четвертая сопка, официально безымянная, но известная как Нижнеперевальская (228 м), которая замыкает необычно симметричную композицию местности.
Через Верхний Перевал проходит автодорога, связывающая населенные пункты, расположенные в среднем течении Бикина  (Ясеневый, Соболиный, Красный Яр, Олон) с федеральной автотрассой «Уссури», выезд на которую находится в селе Федосьевка. Расстояние до Федосьевки по автодороге — 38 км.
Расстояние до районного центра пос. Лучегорск по прямой — 30 км, по автодороге через Федосьевку — 50 км.

## Этимология
Слово "перевал" в названии села имеет не словарное значение ("понижение в горном хребте"), а обозначает низменное место, где путешествующие по реке могли "переваливать" между реками Бикин и Алчан. Путь по Алчану от Верхнего Перевала до впадения Алчана в Бикин существенно (примерно на 30 км) короче пути непосредственно по Бикину до той же точки.
Определение "Верхний" используется исторически, так как ранее в той же местности существовало еще одно село, расположенное в 5 км ниже по течению рек, которое называлось, соответственно, Нижний Перевал.

## История
Годом основания села Верхний Перевал считается 1909 г.
В начале XX в. на территории вдоль берега Бикина, центр которой находится в нескольких километрах к западу от нынешнего села Верхний Перевал, селятся представители коренных народов, корейцы, китайцы и переселенцы из европейской части Российской империи.

В январе 1908 г. В.К. Арсеньев посещает китайское поселение Тобандо, которое отмечает на своей экспедиционной карте на месте современного Верхнего Перевала. В повести "Дерсу Узала" он пишет об этом месте следующее (называя его в тексте Банадо и Табандо): 
Место это называется Банадо, что значит «переволок». Обыкновенно здесь перетаскивают лодки из одной реки в другую, что значительно сокращает дорогу и даёт выигрыш во времени.
У казаков про Табандо ходят нехорошие слухи. Это постоянный притон хунхузов. Они поджидают тут китайцев, направляющихся на Уссури, и обирают их дочиста...

Здесь было 8 фанз, в которых жило до 70 китайцев.
В 1909 г. китайцы с Тобандо были выселены; селение получило название Перевал.
До 1920-х гг население Перевала не было постоянным. В частности, имеется свидетельство, что в 1911 г. жители покинули селение из-за ежегодных наводнений Бикина.
В 1922 г. село Перевал вновь существует, оно переименовано в Красный Перевал с образованием сельсовета. В 1927 г. Красный Перевал  разделен на Нижний Красный Перевал и Верхний Красный Перевал.
Большинство населения проживало в Нижнем Красном Перевале. Жители занимались сельским хозяйством, охотой и рыболовством. В селе действовали колхоз "Красный Нанаец" (1935), позднее преобразованный колхоз им. Сталина (1950 - 1960), и семилетняя школа с интернатом для детей народов Севера. В Верхнем Красном Перевале к 1938 г. находились около 10 домов и несколько землянок и фанз, в которых жили нанайцы и удэгейцы.
В 1938 г. Бикинский леспромхоз открывает лесозаготовительный участок Нюдихеза с центром в селе Верхний Красный Перевал. С этого момента начинается интенсивное развитие Верхнего Перевала, а лесозаготовка становится главной функциональной специализацией сельского поселения. В 1947 г. на территории Красно-Перевальненского сельсовета проживает 101 семья рабочих и служащих и только 13 семей колхозников (всего население составляет 487 чел.). В 1956 г. контора Бикинского леспромхоза переносится в Верхний Красный Перевал. Постепенно население Верхнего Красного Перевала растет, а Нижнего, наоборот, - сокращается.
В 1962 г. села Верхний и Нижний Красные Перевалы были объединены в с. Верхний Перевал.
Несмотря на относительную близость села к магистральным железной и автомобильной дорогам (расстояние по прямой до станции Бурлит-Волочаевский - 31 км), долгое время транспортное сообщение с селом, включая доставку заготовленного леса, осуществлялось только по реке (зимой - по санному пути). В период 1961-1964 гг. строится автомобильная дорога Верхний Перевал - Бурлит с паромной переправой через Бикин, а через несколько лет возводится мост через реку.
К 1980-м годам Нижний Перевал полностью опустел, а население Верхнего Перевала составляло около 2000 человек. В Верхнем Перевале находились следующие предприятия:
- Лучегорский леспромхоз (до 1972 г. - Бикинский)
- Верхне-Перевальнинский лесхоз
- Дальнереченская слпавная контора (до 1972 г. - Иманская), Верхнеперевальский участок
- Бикинская ПМК (передвижная механизированная колонна)
- Алчанский коопзверопромхоз

Работали детский сад, средняя школа, больница, клуб.
В 1960-х - 1980-х гг. в селе действовал грунтовый аэродром, откуда в разные годы выполнялись регулярные пассажирские рейсы в Дальнереченск, Пожарское, Лучегорск и Хабаровск.
В 90-х гг. XX в. в условиях экономических реформ промышленные заготовки леса были практически свернуты, значительная часть местных жителей стала работать за пределами села, население села стало сокращаться.

## Население
| 2002 | 2005  | 2010  |
| ---- | ----- | ----- |
| 1589 | ↘1426 | ↘1316 |

Жилой фонд села состоит из индивидуальных домов.

## Инфраструктура и транспорт
В селе работают средняя школа, детский сад, отделение почтовой связи, клуб с библиотекой, амбулатория, аптека, магазины товаров повседневного спроса.
Автобусное сообщение по маршрутам Лучегорск - Верхний Перевал (2 раза в день), Лучегорск - Соболиный - Красный Яр (2-3 раза в неделю).
Ближайшая железнодорожная станция с пассажирским сообщением - Лучегорск (расстояние по автодороге 60 км).

## Экономика
- Лесозаготовка (подразделение Рощинского комплексного леспромхоза, до 2005 - Лучегорский ЛПХ, ранее Бикинский ЛПХ).
- Лесное хозяйство (Верхне-Перевальнинское лесничество, до 2002 - Верхне-Перевальнинский лесхоз).
- Заготовка дикоросов, фермерские хозяйства.

Значительная часть трудоспособных жителей села (около 58%) работает в других населенных пунктах, главным образом вахтовым методом в Приморском крае и вне его границ.

## Достопримечательности
- Экологический музей им. Б.К.Шибнева[9] (открыт в 1987[4]; посвящен природе Сихотэ-Алиня; среди экспонатов - чучела птиц и млекопитающих, коллекция насекомых, гербарий, фотографии).

Памятники природы:
- Верхнеперевальская сопка (редкие виды растений, занесенные в Красную книгу).
- Школьный дендрарий (более семидесяти видов деревьев и кустарников). Дендрарий расположен на левом берегу Бикина напротив села.
- Памятник природы - болото "Цаплинник" (колонии серых цапель, черных журавлей; редкие виды растений, занесенные в Красную книгу). Болото находится на левом берегу Бикина в 9 км на восток от села.

## Известные люди
- Шибнев Борис Константинович (1918 - 2007) - краевед, защитник природы, педагог, основатель экологического музея в с. Верхний Перевал, автор книги "Живой Бикин"[4] и многочисленных публикаций. Действительный член Географического общества СССР.
- Шибнев Юрий Борисович (1951 - 2017) - орнитолог, фотограф-анималист, автор первых фотографий дальневосточных леопардов, сделанных в естественной среде обитания. Сын Б.К.Шибнева.